# Јохан Херберштајн
Јохан Херберштајн (умро 1611) је био аустријски пуковник, командант Славонске крајине од 1594. до 1603. године.

## Биографија
Истакао се у борбама за заузимање Петриње (1594-5). Његов продор у славонске крајеве под Турцима изазвао је устанак хришћанског становништва против турске власти у пакрачком и пожешком крају. Однео је победу код Чакловаца. Наредне године је руководио продором до Костајнице у коме су учествовале и банске трупе. Допринео је победама код Бреста и Петриње. Године 1600. омогућио је пресељење преко 5500 људи, углавном Срба, у Славонску крајину. Због својих заслуга, именован је директором Дворског ратног савета и фелдцојгмајстером.